# Marvin Ogunsipe
Marvin Ogunsipe (Viena, Austria; 26 de febrero de 1996) es un baloncestista austríaco con nacionalidad alemana que pertenece a la plantilla del Club Ourense Baloncesto de la Liga LEB Oro. Con 2,03 metros de estatura, juega en la posición de ala-pívot. 

## Trayectoria deportiva
Ogunsipe se formó en los Vienna DC Timberwolves de su ciudad natal. En 2014, el ala-pívot se unió al Bayern de Múnich para formar parte de sus categorías inferiores. El 12 de febrero de 2017, hizo su debut con el primer equipo en una victoria por 56–80 contra el Alba Berlín en la que anotó 2 puntos.
En la temporada 2019-20, fue cedido al Hamburg Towers de la Basketball Bundesliga.
El 11 de mayo de 2020, firmó por el Crailsheim Merlins de la Basketball Bundesliga en calidad de cedido para disputar los playoffs de liga.
El 17 de agosto de 2020, volvió a ser cedido al Hamburg Towers de la Basketball Bundesliga, para disputar la temporada 2020-21.
El 9 de julio de 2021, el Bayern de Múnich anunció que Marvin Ogunsipe regresaría para formar parte de la primera plantilla en la temporada 2021-22.
El 8 de agosto de 2022, firma por el CB Almansa de la Liga LEB Oro.
El 22 de julio de 2023, firma por el Força Lleida Club Esportiu de la Liga LEB Oro.
El 25 de julio de 2024, firma por el Club Baloncesto Lucentum Alicante de la Liga LEB Oro.
El 26 de diciembre de 2024, firma por el Club Ourense Baloncesto de la Liga LEB Oro.

### Selección nacional
Ha sido internacional en las categorías juveniles con la selección de Austria. En 2017 debutó con la selección absoluta.